# Olesicampe flavicornis
Olesicampe flavicornis là một loài tò vò trong họ Ichneumonidae.